# Maskintjänst
Maskintjänst är ett ämne inom gymnasieskolan i Sverige.
Ämnet Maskintjänst innehåller kurserna Maskintjänst 1, Maskintjänst 2 och Maskinbefäl.